# Zelippistes
Zelippistes is een geslacht van weekdieren uit de klasse van de Gastropoda (slakken). 

## Soort
- Zelippistes benhami (Suter, 1902)